# Pałac Młodzieży im. Juliana Tuwima w Łodzi
Pałac Młodzieży im. Juliana Tuwima – centrum kulturalno-oświatowe w Łodzi powołane do istnienia w 1952 zarządzeniem ówczesnego Ministra Oświaty jako Młodzieżowy Dom Kultury. 1 września 1964 zmieniono nazwę placówki na Pałac Młodzieży im. Juliana Tuwima.

## Historia
Pierwotnie placówka znajdowała się w budynku YMCA Łódź przy ul. Moniuszki 4a. Obecnie mieści się na największym łódzkim osiedlu – Retkini, przy al. Wyszyńskiego 86. Za postmodernistyczny projekt budynku był odpowiedzialny architekt Zbigniew Palma we współpracy z Mirosławem Błaszczynskim, Piotrem Grobisem i Barbarą Kiliś.
W latach 2000–2019 na terenie Pałacu Młodzieży funkcjonowało Publiczne Gimnazjum Integracyjne nr 47 im. Janusza Korczaka, działające w pełnej autonomii względem dyrekcji tej placówki kulturalno-oświatowej. W związku z reformą edukacji Gimnazjum uległo likwidacji, a jego pomieszczenia przekazane na użytek Integracyjnej Szkoły Podstawowej nr 67, z którą PGI nr 47 do momentu swojej likwidacji współtworzyło Zespół Szkół Integracyjnych nr 1 w Łodzi.

## Zadania i pozycja placówki
Rocznie na zajęcia stałe uczęszcza tu około 1,2 tys. dzieci, młodzieży i dorosłych. Placówka prowadzi głównie zajęcia dydaktyczne mające na celu rozwijanie zdolności, umiejętności, twórczości, talentów i zainteresowań dzieci i młodzieży. Z biegiem czasu powstawały tam kolejne pracownie lekcyjne. W poszczególnych salach odbywają się zajęcia z plastyki, muzyki, tańca, nauki i sztuki. Prowadzone są także zajęcia sportowe. Centrum aktywnie uczestniczy w wielu wydarzeniach kulturalnych na terenie Łodzi, województwa łódzkiego oraz całej Polski. W placówce tej realizowane są także projekty edukacyjne, kulturalne i artystyczne, w tym międzynarodowe. Współpracuje ona także z innymi instytucjami publicznymi i niepublicznymi oraz organizacjami pozarządowymi poprzez czynne wykonywanie powyżej wymienionych działań.